# Portal da Gafaria

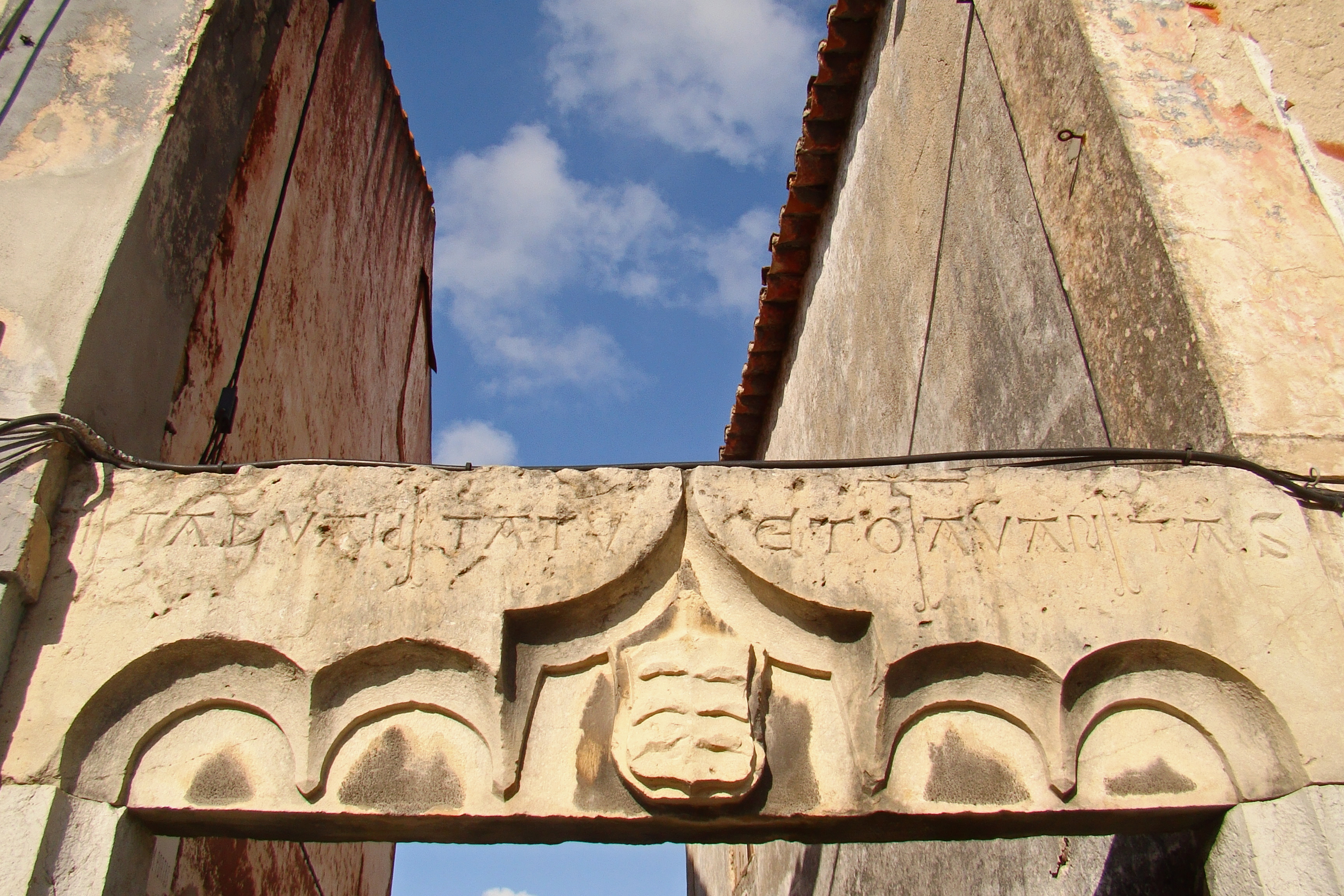

O Portal da Gafaria, sito entre os números 17 e 19 da Avenida Manuel Maria Portela (antiga Estrada de São João), em Setúbal, é um portal que se presume ter pertencido a uma leprosaria ali existente no século XIV.
Mantém-se a verga da porta (vestígio raro) com a seguinte inscrição em latim: "Vanitas, vanitatum et omnia vanitas". Trata-se de uma citação do Antigo Testamento, livro do Eclesiastes 1, 1 e 2:
«1 Verba Ecclesiastes filii David regis Ierusalem.
2 Vanitas vanitatum, dixit Ecclesiastes, vanitas vanitatum et omnia vanitas»
Cuja tradução é:
«1 Palavras do pregador, filho de Davi, rei em Jerusalém.
2 Vaidade de vaidades, diz o pregador; vaidade de vaidades, tudo é vaidade»